# (2608) Seneca
(2608) Seneca ist ein Asteroid des Amor-Typs, der am 17. Februar 1978 von Hans-Emil Schuster an der Europäischen Südsternwarte in La Silla entdeckt wurde.
Benannt wurde der Asteroid im Jahr 1982 nach dem römischen Literaten Seneca.